# مبارز خیابانی ۶
مبارز خیابانی ۶ (به انگلیسی: Street Fighter VI) یک بازی ویدئویی در سبک مبارزه‌ای است که توسط شرکت کپ‌کام ساخته و منتشر شده‌است. این بازی به عنوان هفتمین قسمت اصلی در مجموعه بازی‌های مبارز خیابانی به‌شمار می‌رود که در ۲ ژوئن سال ۲۰۲۳ برای پلتفرم‌های مایکروسافت ویندوز، پلی‌استیشن ۴، پلی‌استیشن ۵، و اکس‌باکس سری اکس/اس عرضه شد، و سپس نسخهٔ آرکید آن توسط تایتو بعدها در همان سال منتشر خواهد شد.